# ماکیز (کارولینای شمالی)
ماکیز (به انگلیسی: Mackeys) یک منطقهٔ مسکونی در ایالات متحده آمریکا است که در شهرستان واشینگتن، کارولینای شمالی واقع شده‌است.